# Елба (Нью-Йорк)
Елба (англ. Elba) — місто (англ. town) в США, в окрузі Дженесі штату Нью-Йорк. Населення — 2164 особи (2020).

## Демографія
Згідно з переписом 2010 року, у місті мешкало 2370 осіб у 858 домогосподарствах у складі 666 родин. Було 925 помешкань
Расовий склад населення:
| - 90,6 % — білих - 2,1 % — чорних або афроамериканців - 0,4 % — азіатів - 0,3 % — корінних американців - 4,9 % — осіб інших рас |

До двох чи більше рас належало 1,6 %. Частка іспаномовних становила 8,9 % від усіх жителів.
За віковим діапазоном населення розподілялося таким чином: 24,5 % — особи молодші 18 років, 62,4 % — особи у віці 18—64 років, 13,1 % — особи у віці 65 років та старші. Медіана віку мешканця становила 40,7 року. На 100 осіб жіночої статі у місті припадало 100,3 чоловіків;  на 100 жінок у віці від 18 років та старших — 100,1 чоловіків також старших 18 років.
Середній дохід на одне домашнє господарство  становив 70 773 долари США (медіана — 63 690), а середній дохід на одну сім'ю — 77 593 долари (медіана — 72 083). Медіана доходів становила 46 786 доларів для чоловіків та 32 625 доларів для жінок. За межею бідності перебувало 7,8 % осіб, у тому числі 7,2 % дітей у віці до 18 років та 5,9 % осіб у віці 65 років та старших.
Цивільне працевлаштоване населення становило 1090 осіб. Основні галузі зайнятості: освіта, охорона здоров'я та соціальна допомога — 25,7 %, сільське господарство, лісництво, риболовля — 12,0 %, роздрібна торгівля — 10,0 %, виробництво — 9,9 %.